# Canton de Neuf-Brisach
Le canton de Neuf-Brisach est une ancienne division administrative française, située dans le département du Haut-Rhin, en région Grand Est. Le canton de Neuf-Brisach faisait partie de la première circonscription du Haut-Rhin.
Il disparaît à l'occasion des élections départementales de 2015 ; les communes qui le composaient rejoignent le canton d'Ensisheim.

## Composition
Le canton de Neuf-Brisach regroupait 16 communes :

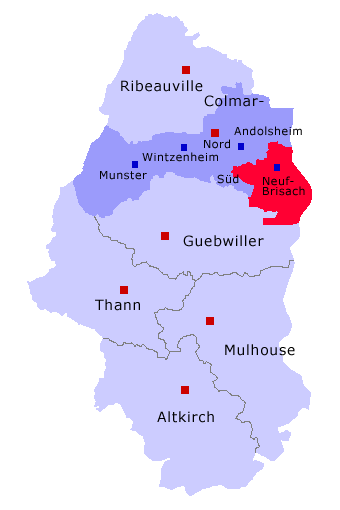
Représentation du canton de Neuf-Brisach au sein de l'arrondissement de Colmar et du département du Haut-Rhin.

- Algolsheim
- Appenwihr
- Balgau
- Biesheim
- Dessenheim
- Geiswasser
- Heiteren
- Hettenschlag
- Logelheim
- Nambsheim
- Neuf-Brisach (chef-lieu)
- Obersaasheim
- Vogelgrun
- Volgelsheim
- Weckolsheim
- Wolfgantzen

## Administration

### Conseillers généraux de 1833 à 1871 et de 1919 à 2015
| Période | Période          | Identité                                    | Étiquette             | Qualité |
| ------- | ---------------- | ------------------------------------------- | --------------------- | --- |
| 1833    | 1836             | Jean Baur                                   |                       | Notaire à Neuf-Brisach |
| 1836    | 1848             | Sébastien Méglin                            |                       | Propriétaire - Maire de Neuf-Brisach, conseiller d'arrondissement                                                                                                   |
| 1848    | 1849 (décès)     | Jean Baur (1783-1849)                       |                       | Notaire à Neuf-Brisach |
| 1849    | 1855 (décès)     | Sébastien Méglin                            |                       | Propriétaire - Maire de Neuf-Brisach |
| 1855    | 1864             | Eugène Blanchard                            |                       | Général de brigade |
| 1864    | 1870             | Jules Pierre Anne Giraudet de Sainte-Agathe |                       | Officier d'infanterie, maire de Neuf-Brisach |
|         |                  |                                             |                       | |
| 1919    | 1932 (décès)     | Abbé Xavier Haegy                           | UPR                   | Rédacteur en chef du Courrier d'Alsace, Colmar Ancien député au Reichstag                                                                                           |
| 1932    | 1940             | Joseph Althusser (1878-1953)                | UPR                   | Cultivateur Maire de Biesheim, conseiller d'arrondissement |
|         |                  |                                             |                       | |
| 1945    | 1964             | Eugène Ferrari (1900-1978)                  | MRP                   | Quincailler - Maire de Neuf-Brisach (1945-1958) |
| 1964    | 1982             | Gérard Henné                                | DVD puis UDR puis RPR | Pharmacien Maire de Neuf-Brisach (1958-1970) |
| 1982    | 1995 (démission) | Gilbert Meyer                               | RPR                   | Directeur de collectivité territoriale Député (1993-2007) Maire de Colmar (1995-2020) Conseiller régional (1986-1992) Vice-Président du Conseil Général (1988-1995) |
| 1995    | 2001             | André Sieber                                | UDF                   | Professeur d'Allemand, maire d'Algolsheim depuis 1995 |
| 2001    | 2015             | Hubert Miehé                                | PS                    | Médecin généraliste Adjoint au Maire de Neuf-Brisach |

### Conseillers d'arrondissement (de 1833 à 1871 et de 1919 à 1940)
| Période                                  | Période      | Identité                                        | Étiquette | Qualité |
| ---------------------------------------- | ------------ | ----------------------------------------------- | --------- | --- |
| 1833                                     | 1836         | Sébastien Meglin                                |           | Adjoint au maire de Neuf-Brisach                                                                            |
| 1836                                     | 1842         | Jean Pierre Séraphin Pinelle                    |           | Maitre de poste à Neuf-Brisach                                                                              |
| 1842                                     | 1847 (décès) | Jean Pierre Louis Nicolas Blanchard (1768-1847) |           | Avocat, commissaire des guerres de la subdivision militaire, propriétaire à Heiteren                        |
|                                          |              |                                                 |           | |
| 1922                                     | 1932         | Joseph Althusser                                | UPR       | Cultivateur, maire de Biesheim                                                                              |
| 1932                                     | 1940         | Joseph Heitzler                                 | UPR       | Président de l'Union des planteurs d'orge de brasserie du Haut-Rhin, maire de Wolfgantzen                   |
| 1940                                     |              |                                                 |           | Les conseils d'arrondissement ont été suspendus par la loi du 12 octobre 1940 et n'ont jamais été réactivés |
| Les données manquantes sont à compléter. |              |                                                 |           | |